# 九龍巴士86K線
九龍巴士86K線是由九巴營運的一條香港新界巴士路線，來往錦英苑及沙田站。
九龍巴士86S線為86K的特別班次，起訖點與86K線相同，但途經源禾路，祇於平日繁忙時間提供服務。

## 歷史
- 1991年6月1日：本線投入服務，以配合錦英苑落成。
- 1996年9月9日：因應乘客投訴來往源禾路車費極高，86S線投入服務，提供平日上午繁忙時間單向去程服務。
- 1997年9月1日：86S線增設平日下課時間回程服務
- 1997年10月16日：本線增設單層低地台空調巴士服務，其後因單層巴士不能負荷日益增長的載客量及雙層低地台巴士逐漸投入服務而改往其他路線服務。
- 2011年8月27日：一名車長於駕駛本線當時的非空調巴士掛牌車（S3V16／GK9094）時，疑因中暑而身體不適，需送院治理[1]。
- 2011年9月13日：本線提升至全空調服務[2]。
- 2011年9月14日：86S線提升至全空調服務[2]。
- 2015年9月5日：增設到站時間預報。[3]
- 2016年4月25日：增設特別路線86P，單向由泥涌開往沙田站，逢星期一至五（公眾假期除外）開07:45[4]。
- 2020年11月9日：86S下午班次改於12:40-14:00服務，以配合學校放學時間，同時暫停星期六下午服務。[5]
- 2021年11月29日：因應客量持續偏低，86P取消服務。[6]
- 2024年4月8日：86S線星期一至五由沙田站開出之班次減至三班，開出班次為15:00、16:00、17:00，由馬鞍山市中心開出之特別班次減至只開07:12及07:22兩班；星期六由錦英苑開出之班次減至只開07:45一班，並取消沙田站及由馬鞍山市中心開出之班次。[7]
- 2024年6月16日：86K線來回方向於馬鞍山路近錦駿苑增設中途站。[8][9]

## 服務時間及班次
86K
| 錦英苑開         | 錦英苑開    | 錦英苑開     | 沙田站開         | 沙田站開    | 沙田站開     |
| 日期             | 服務時間    | 班次（分鐘） | 日期             | 服務時間    | 班次（分鐘） |
| ---------------- | ----------- | ------------ | ---------------- | ----------- | ------------ |
| 星期一至五       | 05:30-06:30 | 15           | 星期一至五       | 05:40-07:25 | 15           |
| 星期一至五       | 06:30-07:35 | 13           | 星期一至五       | 07:25-08:05 | 20           |
| 星期一至五       | 07:35-08:05 | 15           | 星期一至五       | 08:05-12:50 | 15           |
| 星期一至五       | 08:05-09:05 | 20           | 星期一至五       | 12:50-16:50 | 12           |
| 星期一至五       | 09:05-10:20 | 15           | 星期一至五       | 16:50-17:10 | 10           |
| 星期一至五       | 10:20-12:20 | 12           | 星期一至五       | 17:10-17:30 | 7/8          |
| 星期一至五       | 12:20-14:10 | 11           | 星期一至五       | 17:30-18:20 | 12/13        |
| 星期一至五       | 14:10-16:10 | 15           | 星期一至五       | 18:20-19:35 | 15           |
| 星期一至五       | 16:10-17:00 | 12/13        | 星期一至五       | 19:35-22:35 | 12           |
| 星期一至五       | 17:00-17:55 | 11           | 星期一至五       | 22:35-00:05 | 15           |
| 星期一至五       | 17:55-18:35 | 20           | 星期一至五       | 00:05-00:45 | 20           |
| 星期一至五       | 18:35-21:05 | 15           | 星期一至五       |             |              |
| 星期一至五       | 21:05-00:05 | 20           | 星期一至五       |             |              |
| 星期六           | 05:30-07:30 | 15           | 星期六           | 05:40-07:00 | 20           |
| 星期六           | 07:30-08:30 | 12           | 星期六           | 07:00-10:00 | 15           |
| 星期六           | 08:30-16:20 | 10           | 星期六           | 10:00-15:00 | 12           |
| 星期六           | 16:20-22:20 | 12           | 星期六           | 15:00-18:30 | 10           |
| 星期六           | 22:20-23:05 | 15           | 星期六           | 18:30-20:30 | 12           |
| 星期六           | 23:05-00:05 | 20           | 星期六           | 20:30-22:30 | 10           |
|                  |             |              | 星期六           | 22:30-23:45 | 15           |
| 23:45-00:45      | 20          |              | 星期六           |             |              |
| 星期日及公眾假期 | 05:30-06:30 | 20           | 星期日及公眾假期 | 05:40-06:40 | 20           |
| 星期日及公眾假期 | 06:30-09:00 | 15           | 星期日及公眾假期 | 06:40-09:40 | 15           |
| 星期日及公眾假期 | 09:00-10:00 | 12           | 星期日及公眾假期 | 09:40-10:40 | 12           |
| 星期日及公眾假期 | 10:10       | 10:10        | 星期日及公眾假期 | 10:50       | 10:50        |
| 星期日及公眾假期 | 10:20-17:40 | 8            | 星期日及公眾假期 | 11:00-18:20 | 8            |
| 星期日及公眾假期 | 17:40-18:40 | 10           | 星期日及公眾假期 | 18:20-19:00 | 10           |
| 星期日及公眾假期 | 18:40-20:05 | 12/13        | 星期日及公眾假期 | 19:00-22:00 | 12           |
| 星期日及公眾假期 | 20:05-22:05 | 15           | 星期日及公眾假期 | 22:00-22:45 | 15           |
| 星期日及公眾假期 | 22:05-00:05 | 20           | 星期日及公眾假期 | 22:45-00:45 | 20           |

86S
- 錦英苑開：
  - 星期一至五：06:40、07:00、07:10、07:20、07:30、07:45
  - 星期六：07:45
- 沙田站開：
  - 星期一至五：15:00、16:00、17:00

86S特別班次（馬鞍山市中心→沙田站）
- 星期一至五：07:12、07:22

86S線星期日及公眾假期不設服務

## 收費
86K/86S
全程：$6.8
- 富安花園往錦英苑：$4.8

| - 本線設有12歲以下小童及65歲或以上長者半價優惠。 - 65歲或以上香港居民使用「樂悠咭」，以及12歲以下合資格殘疾兒童使用「殘疾人士身份」個人八達通繳付車資，均可享有每程$2.0或半價（以較低者為準）的票價優惠；12至64歲合資格殘疾人士使用「殘疾人士身份」個人八達通（包括「樂悠咭」），以及60至64歲香港居民使用「樂悠咭」繳付車資，均可享有每程$2.0或全費（以較低者為準）的票價優惠。 - 65歲或以上長者如使用長者或一般個人八達通繳付車資，則只可享有半價優惠；12至64歲合資格殘疾人士如不使用「殘疾人士身份」個人八達通，以及60至64歲人士如不使用「樂悠咭」繳付車資，必須繳付全費。 - 乘客可以現金或八達通於上車時付款，不設找續。 - 每位成人乘客可免費攜帶最多兩名4歲以下而不佔座位的兒童乘客乘車，超額之4歲以下小童必須繳付小童車費乘車。 - 持有「九巴月票」之乘客在車票有效期內，每日可享最多10程任何九龍巴士及龍運巴士路線（包括本路線，以及聯營路線的九龍巴士／龍運巴士提供的班次；惟乘搭機場「A」及「NA」線則可享原價二七折優惠（不會計算每天10次合資格車程））；而B1線則每日可享最多各2程（不會計算每天10次合資格車程）。 - 九龍巴士、城巴、龍運巴士及陽光巴士全職員工及家屬（不包括外判職員）可免費乘搭本路線，惟必須拍職員或職員家屬八達通。 - 乘客亦可透過多元化電子支付系統（e度嘟）繳付車資，包括使用非接觸式VISA卡、JCB卡、萬事達卡、銀聯卡、美國運通、大來國際、Discover Card、Apple Pay、Google Pay、Samsung Pay、AlipayHK「易乘碼」、支付寶、WeChatHK／微信支付「搭車碼」、銀聯雲閃付「乘車碼」及BOC Pay「乘車碼」。乘客使用此付款方式，使用此支付方式的乘客可享有中途下車之分段收費，以及與其他九巴／龍運獨營路線或聯營線九巴／龍運班次之轉乘優惠，惟不適用於與非九巴／龍運路線之轉乘優惠，亦不能享有「公共交通費用補貼計劃」及「長者及合資格殘疾人士公共交通票價優惠計劃」。 |

### 八達通轉乘優惠
乘客登上86K線或86S線後150分鐘內以同一張八達通卡轉乘以下路線，或從以下路線登車後150分鐘內以同一張八達通卡轉乘本線或86S線，次程可獲$4.2車資折扣優惠：
86K/S←→84M、85A、88、285
- 86K/S往沙田站 →84M、85A、88往九龍或285往駿洋邨
- 84M、85A、88或285往沙田 → 86K/S往錦英苑

## 使用車輛
2011年8月27日，一名車長於駕駛本線非空調巴士時，疑因中暑而身體不適，需送院治理。結果在同年9月5日，九巴因上述事件而加強本線空調巴士服務，其中一輛非空調巴士被調走，8天後（2011年9月13日）將餘下的一輛非空調巴士掛牌車（S3V14／GK8997）亦換成空調巴士行走，改為全線空調服務。

## 行車路線
86K/86S
錦英苑開經：錦英路、西沙路、恆康街、馬鞍山路、支路、恆德街、亞公角街、石門交匯處、大涌橋路、沙田鄉事會路及沙田車站圍。
沙田站開經：沙田車站圍、沙田鄉事會路、大涌橋路、石門交匯處、亞公角街、恆信街、恆泰路、支路、馬鞍山路、恆康街、西沙路及錦英路。
- 86S來回程加經火炭路及源禾路。

### 沿線車站

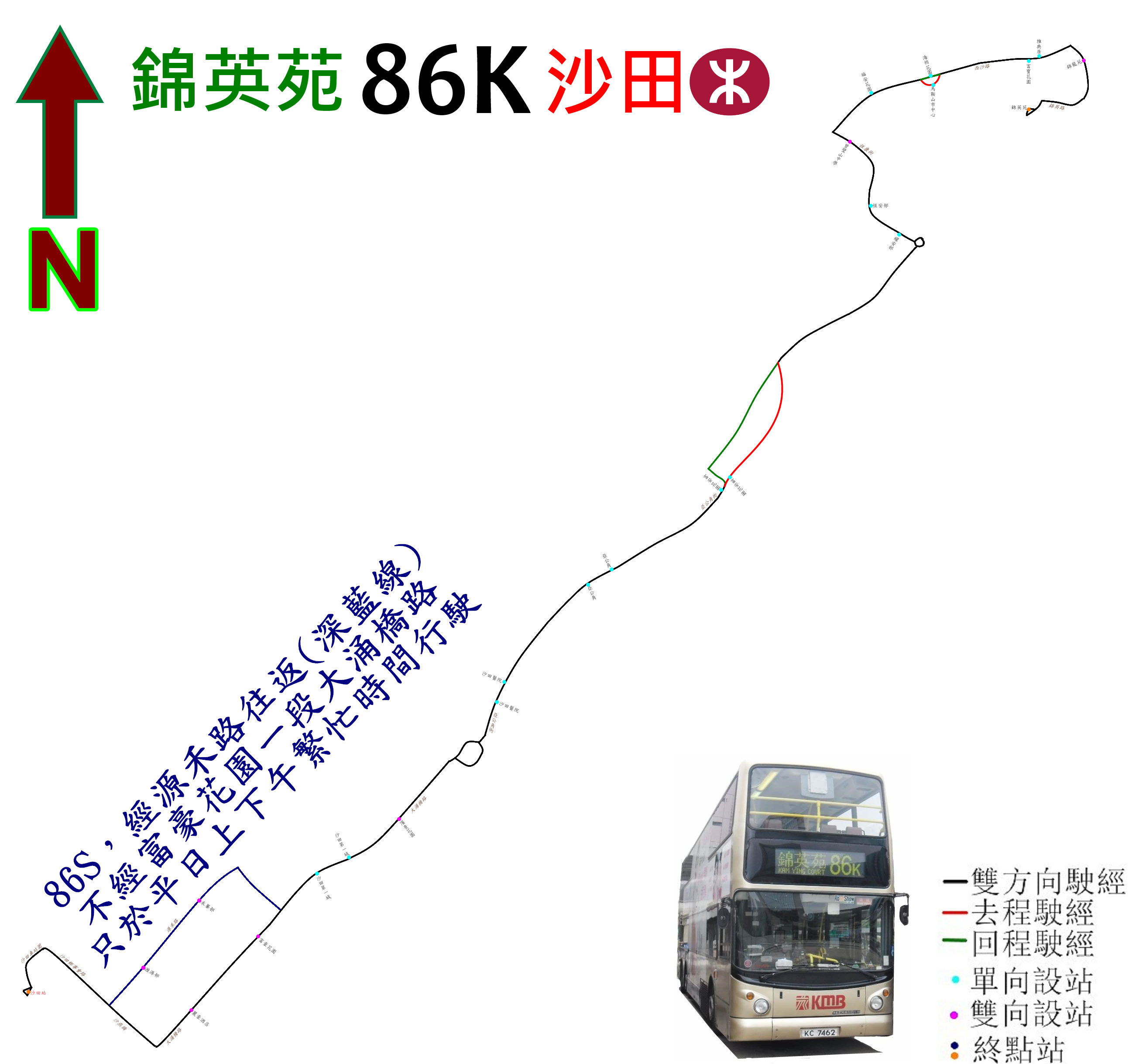
九巴86K線的走線圖，當中深藍色線表示只有86S才會駛經

| 錦英苑開 | 錦英苑開                         | 錦英苑開             | 沙田站開 | 沙田站開                   | 沙田站開             |
| 序號     | 車站名稱                         | 位置                 | 序號     | 車站名稱                   | 位置                 |
| -------- | -------------------------------- | -------------------- | -------- | -------------------------- | -------------------- |
| 1        | 錦英苑巴士總站                   | 錦英苑公共運輸交匯處 | 1        | 沙田站巴士總站             | 沙田站公共運輸交匯處 |
| 2        | 錦龍苑                           | 錦英路               | ^        | 瀝源邨                     | 源禾路               |
| 3        | 富寶花園                         | 西沙路               | ^        | 禾輋邨                     | 源禾路               |
| 4#       | 馬鞍山市中心                     | 西沙路               | 2*       | 麗豪酒店                   | 大涌橋路             |
| 5        | 馬鞍山運動場                     | 恆康街               | 3*       | 富豪花園                   | 大涌橋路             |
| 6        | 耀安邨                           | 恆康街               | 4        | 沙田第一城                 | 大涌橋路             |
| 7*       | 錦駿苑                           | 馬鞍山路             | 5        | 石門轉車站－濱景花園（N2） | 大涌橋路             |
| 8        | 富安花園                         | 恆德街               | 6        | 沙田醫院                   | 亞公角街             |
| 9        | 亞公角                           | 亞公角街             | 7        | 亞公角                     | 亞公角街             |
| 10       | 沙田醫院                         | 亞公角街             | 8        | 富安花園                   | 亞公角街             |
| 11       | 石門轉車站－新界鄉議局大樓（S5） | 大涌橋路             | 9*       | 錦駿苑                     | 馬鞍山路             |
| 12       | 沙田第一城                       | 大涌橋路             | 10       | 恆安邨                     | 恆康街               |
| 13*      | 富豪花園                         | 大涌橋路             | 11       | 馬鞍山運動場               | 恆康街               |
| 14*      | 麗豪酒店                         | 大涌橋路             | 12       | 福安花園                   | 西沙路               |
| ^        | 禾輋邨                           | 源禾路               | 13       | 海栢花園                   | 西沙路               |
| ^        | 瀝源邨                           | 源禾路               | 14       | 雅典居                     | 西沙路               |
| 15       | 沙田站巴士總站                   | 沙田站公共運輸交匯處 | 15       | 錦龍苑                     | 錦英路               |
|          |                                  |                      | 16       | 錦英苑巴士總站             | 錦英苑公共運輸交匯處 |

註：
1. 86S線不停有 * 號之車站，改停有 ^ 號之車站。
2. 86S線部分班次由有#號之車站開出。

## 昔日的九巴路線
86K (第一代)
第一代86K線於1983年6月19日投入服務，來往火炭及小瀝源，1984年12月2日起因沙田區內路線重組而停止服務。
86P (第一代)
第一代86P線於1994年11月21日起投入服務，由恆安開往長沙灣，2014年12月6日起配合286C投入服務而停止服務。